# Napóleon Lajos francia császári herceg
Napoléon Eugène Louis Jean Joseph Bonaparte (Párizs, 1856. március 16. – Ulundi, Zuluföld, ma: KwaZulu-Natal tartomány, Dél-afrikai Köztársaság, 1879. június 1.), a Bonaparte-házból származó francia császári herceg (prince impériale), III. Napóleon császárnak és feleségének, Eugénia császárnének egyetlen gyermeke. Apja elhunyta (1873) óta a francia bonapartisták IV. Napóleon császárként tartják nyilván. Az ancien régime-ből származó hagyomány szerinti másik hivatalos címzése: Fils de France, azaz „megkoronázott francia uralkodó vér szerinti fia.” A brit gyarmati hadsereg kötelékében, a zulukkal vívott harcban esett el.

## Ifjúsága
1856-ban született a párizsi Tuileriák palotájában, a Második Császárság dicsőségének tetőpontján. Ekkor fejeződött be a krími háború, melyben a brit–francia–piemonti–oszmán haderők fényes győzelmet arattak a cári Oroszország hadai felett. Az eseményt valóságos örömünnep követte: jótékonysági szervezetek, települések, rászorulók részesültek különféle juttatásokban, és amnesztiát hirdettek. A június 15-i nyilvános keresztelőn maga IX. Piusz pápa vállalta a keresztapaságot. Sok egyházi és világi méltóság megjelent az eseményen párizsi Notre-Dame-ban. Keresztanyja Jozefina svéd királyné lett, született Joséphine Maximilienne de Beauharnais, Eugène de Beauharnais leánya, III. Napóleon császár unokanővére.
A császári herceg (Prince Impérial) jó tanulónak bizonyult, és 14 évesen elkísérte apját a frontra. Amikor III. Napóleon a porosz–francia háború során 1870-ben fogságba esett, ennek nyomán megfosztották trónjától, édesanyjával az angliai Hastingsben, végül Chislehurstben telepedett le. Itt csatlakozott hozzájuk később a megbukott császár is, és békében éltek annak haláláig (1873).

## A bonapartisták élén
Atyjának 1873-ban bekövetkezett halála után a császári herceget a bonapartisták IV. Napóleon császárnak kiáltották ki (apja korábban, 1871-ben lemondott). Az 1870-es években közszájon forgott a pletyka, hogy összeházasítják a Bonaparte-családot mindvégig támogató Viktória brit királynő legifjabb leányával, Beatrix brit királyi hercegnővel, ez a terv azonban nem valósult meg.
A császári herceg 1872–1875 között katonai iskolába járt, majd a brit birodalmi haderő mellett szolgált tiszti egyenruhában (politikai okokból hivatalosan nem nyerhetett tiszti rangot). Önként jelentkezett a Zuluföldre induló brit expedíciós hadseregbe. Itt felderítés közben a zuluk rajtaütöttek, és gerelyhajítással megölték egy elhagyott kraalnál az iTyotyosi folyó közelében. Halálhíre egész Európában óriási megdöbbenést váltott ki, hiszen ő volt az utolsó dinasztikus reménysége a bonapartisták és a Bonaparte-ház hatalomra kerülésének.

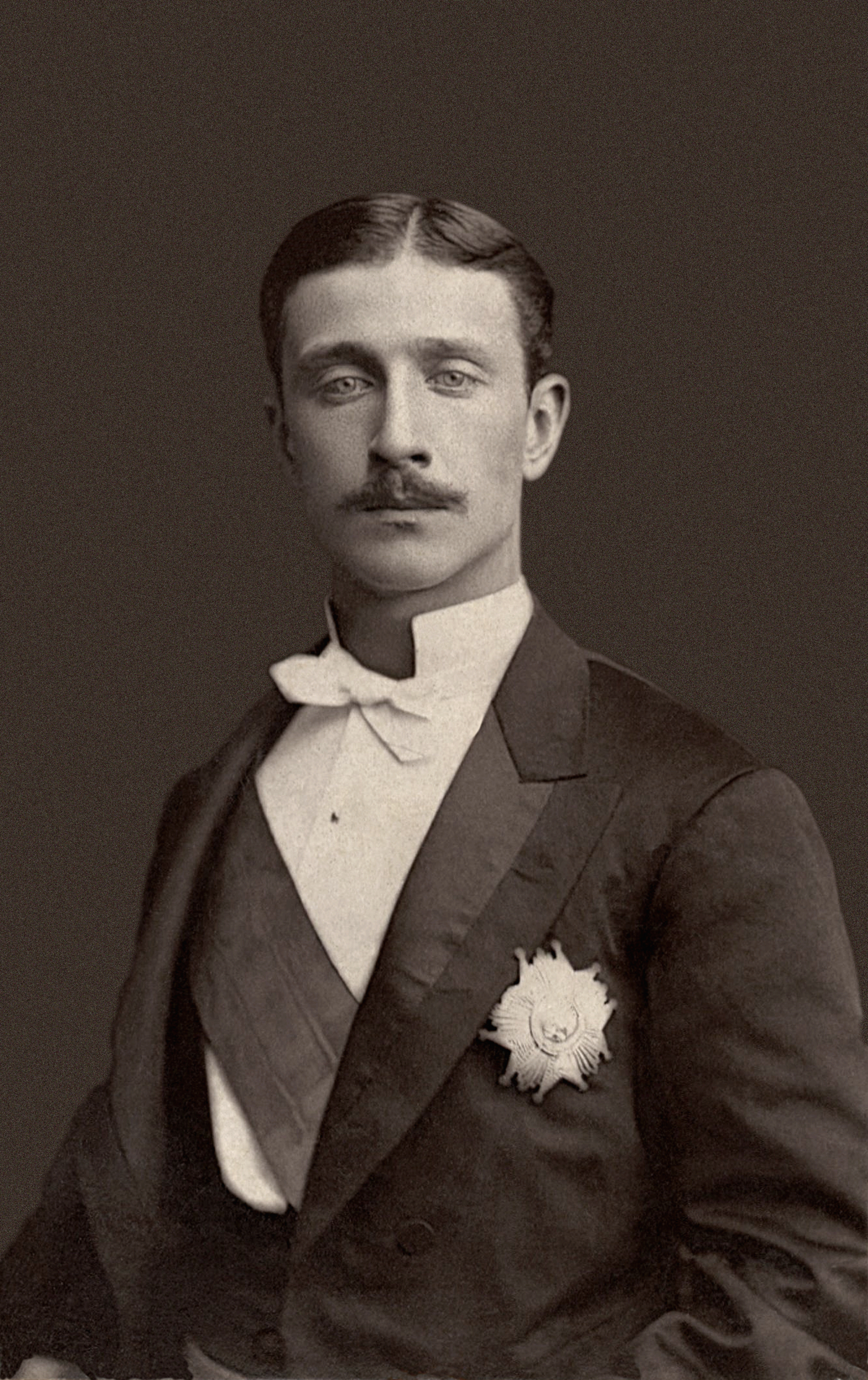
Napoléon Eugène Louis Bonaparte császári herceg
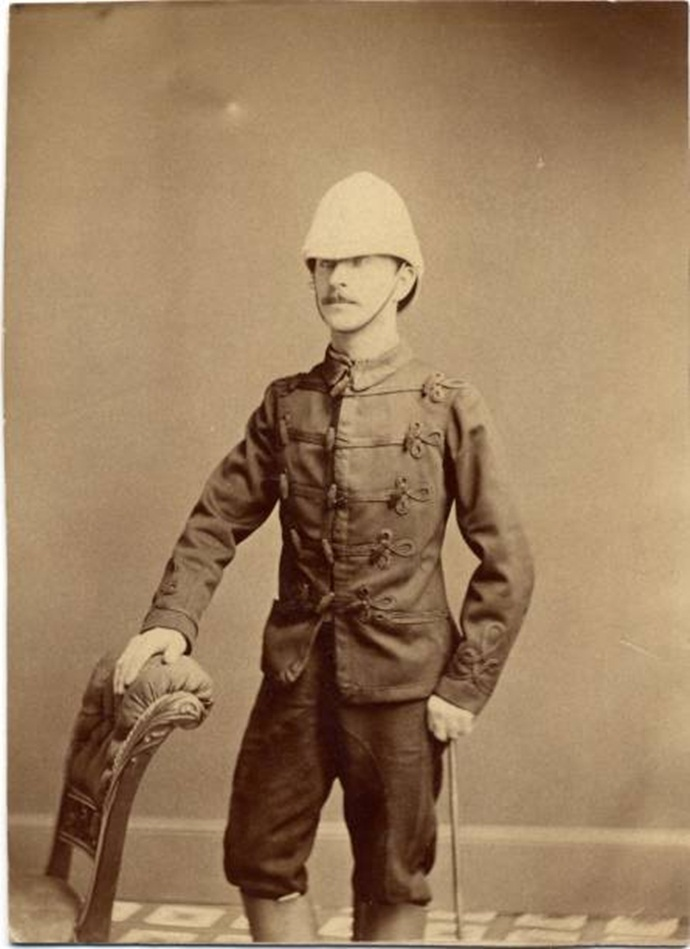
A brit gyarmati hadsereg egyenruhájában
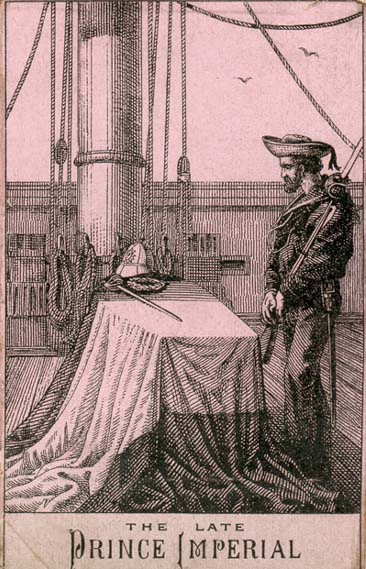
Koporsójának hazaszállítása (korabeli grafika)
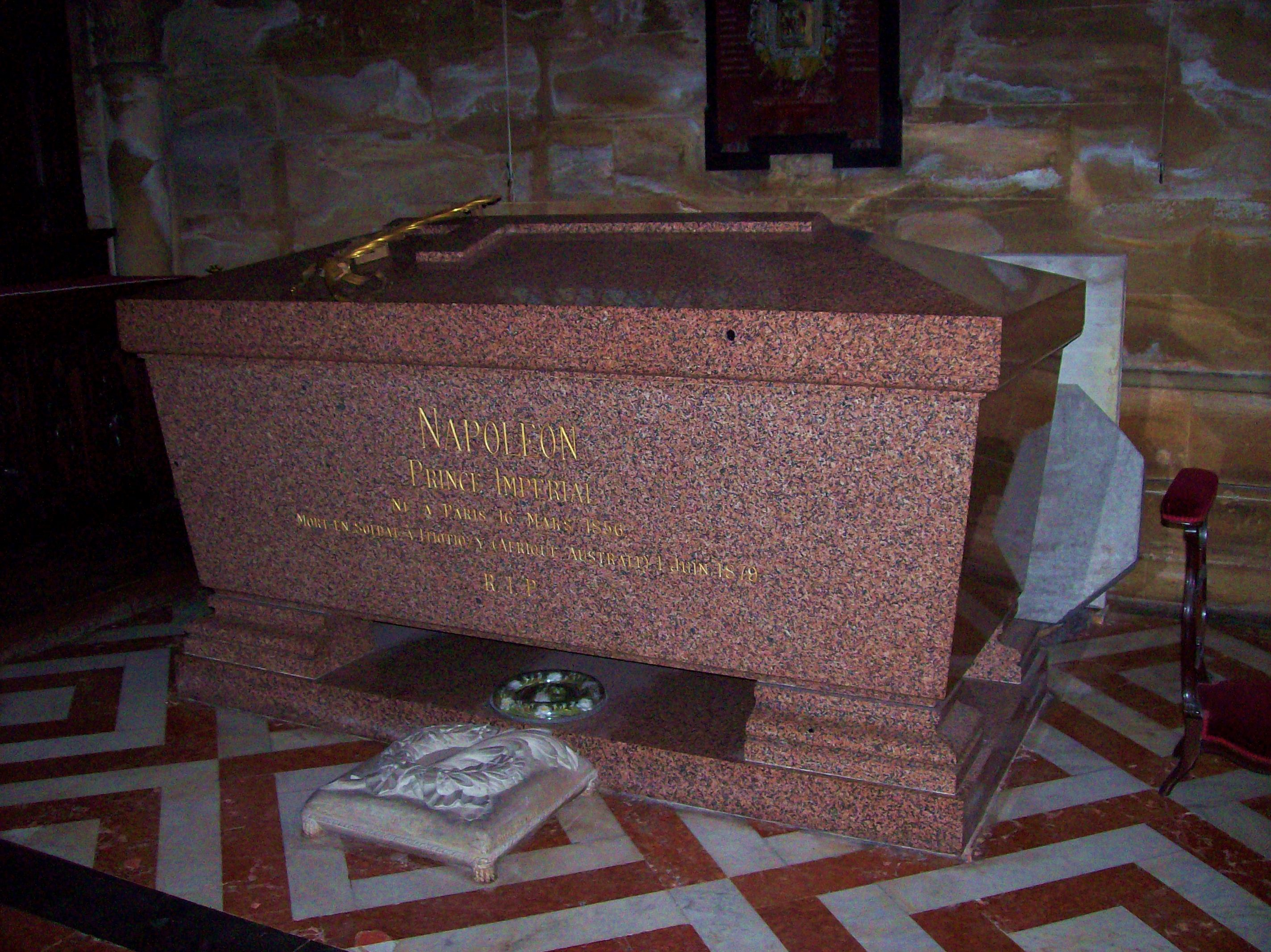
Szarkofágja a farnborough-i Szent Mihály apátságban

Holttestét Angliába szállították. A Hampshire megyei Farnbourough-ban temették el egy különleges, édesanyja által építtetett mauzóleumban, a Szent Mihály oltalmába ajánlott Császári Kriptában atyja, III. Napóleon mellé.

## Emlékezete
A Petit-Prince (Kis Herceg) aszteroida-holdat 1998-ban róla nevezték el, mivel a 45 Eugénia nevű aszteroida, amely körül keringett, a herceg édesanyjának, Eugénia császárnénak nevét viselte.